# شقرانينيات
الشقرانينيات (الاسم العلمي: Pucciniomycotina) هي شعيبة من الفطريات تتبع الشعبة الدعاميات.

## طوائف
تضم شعيبة الشقرانينيات الطوائف الفطرية التالية:
- شعيبة الشقرانينيات
  - طائفة الشقرانانية (الاسم العلمي: Pucciniomycetes)
  - طائفة الأسيطيليانية (الاسم العلمي: Classiculomycetes)
  - طائفة الستريانية (الاسم العلمي: Cryptomycocolacomycetes)
  - طائفة المكسيانية (الاسم العلمي: Mixiomycetes)
  - طائفة المردنيانية (الاسم العلمي: Atractiellomycetes)
  - طائفة اللمعيانية (الاسم العلمي: Agaricostilbomycetes)
  - طائفة الكيسيانية (الاسم العلمي: Cystobasidiomycetes)
  - طائفة العذيقيانية (الاسم العلمي: Microbotryomycetes)